# Roma-Napoli-Roma 1903
La Roma-Napoli-Roma 1903, seconda edizione della corsa, si svolse il 20 settembre 1903 su un percorso di 460 km. La vittoria fu appannaggio dell'italiano Enzo Spadoni, che completò il percorso in 24h15'55", precedendo i connazionali Angelo De Rossi e Labindo Mancinelli.

## Ordine d'arrivo (Top 10)
| Pos. | Corridore          | Squadra | Tempo     |
| ---- | ------------------ | ------- | --------- |
| 1    | Enzo Spadoni       | -       | 24h15'55" |
| 2    | Angelo De Rossi    | -       | s.t.      |
| 3    | Labindo Mancinelli | -       | ?         |
| 4    | Erminio Cavedini   | -       | ?         |
| 5    | Alfredo Sartini    | -       | ?         |
| 6    | Umberto Gasperini  | -       | ?         |
| 7    | Lieto Di Laudadio  | -       | ?         |
| 8    | Ernesto Bazzini    | -       | ?         |
| 9    | Leone Azzali       | -       | ?         |
| 10   | Federico Giordano  | -       | ?         |